# Hermosa niña
Hermosa Niña es una telenovela colombiana realizada por la productora Telecolombia en 1998, originalmente para el Canal Uno.

## Sinopsis
Antonia Donoso es una bella muchacha de Villamaría, un pequeño pueblo de Caldas, Colombia. Sus padres han cuidado su belleza como un don preciado. Es ingenua y muy alegre. Su vida había podido ser mejor de no haberse metido en la televisión. A sus quince años ya se había enamorado de un hombre 10 años mayor que ella: Tomás Caballero. La televisión llegó a Manizales con toda su tecnología y buscando una candidata para representar a Ana del Campo (famosa cantante). Antonia a escondidas de sus padres, se inscribe para participar y gana.

## Elenco
- Ana Lucia Domínguez como Antonia Donoso.
- Luis Fernando Salas como Tomás Caballero.
- Vanessa Simon como Carolina Cruz.
- Jose Luis Paniagua como Obando Duran.
- Tita Duarte como Madre de Antonia.
- Mariangélica Duque como Lady Maria.
- Juan Pablo Franco como Valentin.
- Hugo Gómez como Padre de Antonia.
- Fanny Lu como Bianca.
- Janeth Waldman como Amiga de Carolina.
- María Luisa Rey
- Claudia Dorado
- Walter Hencker como amigo de la protagonista

## Curiosidades
- Fue el primer papel principal-protagónico de la actriz Ana Lucía Domínguez demostrando su talento, pero también conmocionó al país entero al posar desnuda en una escena, pues apenas tenía 15 años.

- Datos: Q9003192